# Wapen van Alagoas
Het wapen van Alagoas is het officiële symbool van Alagoas, een Braziliaanse staat.
In het wapen staan in het midden afbeeldingen van de oudste twee steden van Alagoas: Port Calvo en Penedo. De andere elementen in het wapen symboliseren de vis-, katoen- en suikerteelt.
Het wapen staat centraal op de vlag van Alagoas.